# Allen (Dakota del Sud)
Allen (lakota: wagmíza wakpála) és una població dels Estats Units a l'estat de Dakota del Sud. Segons el cens del 2000 tenia 419 habitants.

## Demografia
Segons el cens del 2000, Allen tenia 419 habitants, 80 habitatges, i 70 famílies. La densitat de població era de 41,3 habitants per km².
Dels 80 habitatges en un 62,5% hi vivien nens de menys de 18 anys, en un 21,3% hi vivien parelles casades, en un 50% dones solteres, i en un 12,5% no eren unitats familiars. En el 10% dels habitatges hi vivien persones soles l'1,3% de les quals corresponia a persones de 65 anys o més que vivien soles. El nombre mitjà de persones vivint en cada habitatge era de 5,24 i el nombre mitjà de persones que vivien en cada família era de 5,51.
Per edats la població es repartia de la següent manera: un 50,4% tenia menys de 18 anys, un 13,8% entre 18 i 24, un 21,5% entre 25 i 44, un 12,2% de 45 a 60 i un 2,1% 65 anys o més.
L'edat mediana era de 18 anys. Per cada 100 dones de 18 o més anys hi havia 89,1 homes.
Entorn del 95,9% de les famílies i el 96,1% de la població estaven per davall del llindar de pobresa.

## Poblacions més properes
El següent diagrama mostra les poblacions més properes.